# Peter Møller Jørgensen
Peter Møller Jørgensen (1958) is een Deense botanicus. 
In 1985 behaalde hij zijn Master of Science aan de Aarhus Universitet. In 1993 promoveerde hij aan dezelfde universiteit  op een onderwerp met betrekking tot de vegetatie van bergbossen in de Andes.
Jørgensen is wetenschappelijk onderzoeker aan de Missouri Botanical Garden. Tevens is hij adjunct-associate professor en onderzoeker aan de University of Missouri-St. Louis en de Pontificia Universidad Católica del Ecuador, de katholieke universiteit in Quito (Ecuador).
Jørgensen houdt zich bezig met onderzoek op het gebied van neotropische floristiek, de plantenfamilies Passifloraceae, Olacaceae en Santalaceae, het catalogiseren van Boliviaanse en Peruaanse vaatplanten en de botanische inventarisatie van Madidi in Bolivia. Hij is (mede)auteur van artikelen in wetenschappelijke tijdschriften als Nordic Journal of Botany en Novon. Hij is de (mede)auteur van meerdere botanische namen. Hij is betrokken bij het bepalen van de beschermingsstatus van passiebloemen (Passiflora) op de Rode Lijst van de IUCN.
Jørgensen is getrouwd met Carmen Ulloa Ulloa, die ook als botanicus actief is bij de Missouri Botanical Garden en de University of Missouri-St. Louis. Ze zijn beiden lid van de American Society of Plant Taxonomists en de Organization for Flora Neotropica.